# جون مورتيمر
جون مورتيمر (بالإنجليزية: John Mortimer)‏‏ (21 أبريل 1923 في هامبستاد (لندن) - 16 يناير 2009 في تورويل) كاتب سيناريو، ومحام بالقضاء العالي، وروائي، وشاعر قانوني، وكاتب، ومحامي من المملكة المتحدة.

## الجوائز
- قائد وسام الامبراطورية البريطانية
- زميل في الجمعية الملكية للأدب

## روابط خارجية
- جون مورتيمر على موقع IMDb (الإنجليزية)
- جون مورتيمر على موقع الموسوعة البريطانية (الإنجليزية)
- جون مورتيمر على موقع ألو سيني (الفرنسية)
- جون مورتيمر على موقع ميوزك برينز (الإنجليزية)
- جون مورتيمر على موقع أول موفي (الإنجليزية)
- جون مورتيمر على موقع قاعدة بيانات برودواي على الإنترنت (الإنجليزية)
- جون مورتيمر على موقع قاعدة بيانات الأفلام السويدية (السويدية)
- جون مورتيمر على موقع إن إن دي بي (الإنجليزية)
- جون مورتيمر على موقع قاعدة بيانات الفيلم (الإنجليزية)
- جون مورتيمر على موقع كينوبويسك (الروسية)